# Josef Bargetze
Josef Bargetze (* 20. April 1810 in Triesen; † 9. Februar 1874 ebenda) war ein liechtensteinischer Politiker.
Bargetze kam als Sohn von Josef Bargetze und dessen Frau Anna Maria, geborene Beck auf die Welt. Er war Wirt von Beruf, als er 1862 in den liechtensteinischen Landtag gewählt wurde. Nach der Wahl 1866 schied er aus dem Parlament aus, da durch das Los bestimmt werden musste, wessen Wahlperiode bis 1866 oder bis 1869 gehen würde.
Bei der Wahl 1869 wurde Bargetze zum Stellvertreter des Landtags gewählt. Ausserdem war er mehrfacher Vorsteher in Liechtenstein. Er heiratete Maria Anna, geborene Kindle und hatte mit ihr fünf Kinder, darunter Franz Xaver Bargetze.